# ستيرلينغ هاندلي
ستيرلينغ هاندلي (بالإنجليزية: Sterling Hundley)‏ هو رسام توضيحي أمريكي، ولد في 1976.